# یازی‌یری (گوموش‌حاجی‌کوی)
یازی‌یری (به ترکی استانبولی: Yazıyeri) یک منطقهٔ مسکونی در ترکیه است که در گوموش‌حاجی‌کوی واقع شده‌است.